# Аль-Амир Биахкамиллах
Мансур ибн Ахмад аль-Амир Биахкамиллах (или Мансур аль-Амир, араб. منصور الآمر بأحكام الله‎; 1096—1130) — десятый халиф Фатимидского халифата, правивший с 1101 по 1130 год.

## Биография
Как и его отец аль-Мустали Биллах, аль-Амир находился под контролем регента аль-Афдаля Шахиншаха (1094-1121) и мало участвовал в политических вопросах. Тем не менее, после свержения аль-Афдаля в 1121 году он сумел взять контроль над государством. Его правление было омрачено захватом крестоносцами Тира, а также продолжением раскола между низаритами и мусталитами. Этот конфликт достиг кульминации и привел к убийству аль-Амира низаритами во вторник, 7 октября 1130 года. Его сводный дядя Абд-аль-Маджид (аль-Хафиз Лидиниллах) получил полномочия по управлению государством. Однако вскоре Али, сын аль-Афдаля Шахиншаха, начал вражду с аль-Хафизом, пока не был заключен в тюрьму.